# نيلي ميلبا
نيلي ميلبا (هيلين بورتر ميتشل؛ 19 مايو 1861 - 23 فبراير 1931) مغنية أوبرالية أسترالية. أصبحت واحدة من أشهر المطربين في أواخر العصر الفيكتوري وأوائل القرن العشرين، وكانت أول أسترالية تحصل على اعتراف دولي كموسيقية كلاسيكية. أخذت الاسم المستعار (ميلبا) من مسقط رأسها في ملبورن.
درست ميلبا الغناء في ملبورن وحققت نجاحًا متواضعًا في العروض هناك.  بعد زواج قصير وغير ناجح، انتقلت إلى أوروبا بحثًا عن مهنة غنائية. بعد أن فشلت في العثور على ذلك في لندن عام 1886، درست في باريس وسرعان ما حققت نجاحًا كبيرًا هناك وفي بروكسل. بعد عودتها إلى لندن، رسّخت مكانتها بسرعة على أنها المغنية الغنائية الرائدة في كوفنت غاردن منذ عام 1888. وسرعان ما حققت نجاحًا إضافيًا في باريس وأماكن أخرى في أوروبا، ولاحقًا في أوبرا متروبوليتان في نيويورك، حيث ظهرت لأول مرة هناك في عام 1893. اشتهرت بأدائها في الأوبرا الفرنسية والإيطالية، وغنّت القليل من الأوبرا الألمانية.
خلال الحرب العالمية الأولى، جمعت ميلبا مبالغ كبيرة للجمعيات الخيرية الحربية. عادت إلى أستراليا بشكل متكرر خلال القرن العشرين، وغنت في الأوبرا والحفلات الموسيقية، واشترت منزل بالقرب من ملبورن. كانت نشطة في تدريس الغناء في معهد ملبورن. استمرت ميلبا في الغناء حتى الأشهر الأخيرة من حياتها. انتشر خبر وفاتها، في أستراليا، في جميع أنحاء العالم الناطق باللغة الإنجليزية، وكانت جنازتها حدثًا وطنيًا كبيرًا.

## الحياة والوظيفة

### السنوات المبكرة
وُلِدت ميلبا في ريتشموند، فيكتوريا، وهي الأكبر من بين سبعة أطفال لوالدها ديفيد ميتشل وزوجته إيزابيلا آن. هاجر ميتشل، وهو اسكتلندي، إلى أستراليا في عام 1852، ليصبح عامل بناء ناجحًا. تعلمت ميلبا العزف على البيانو وغنّت لأول مرة في الأماكن العامة في سن السادسة تقريبًا. تلقت تعليمها في مدرسة داخلية محلية ثم في كلية للسيدات. درست الغناء مع ماري إلين كريستيان (تلميذة سابقة لمانويل غارسيا) وبيترو سيتشي، وهو مغني إيطالي، كان مدرسًا محترمًا في ملبورن. في سن المراهقة، واصلت ميلبا تقديم عروضها في حفلات الهواة في ملبورن وحولها، وعزفت على آلة الأرغن في الكنيسة. شجعها والدها على دراستها الموسيقية، لكنه رفض بشدة اتخاذها الغناء كمهنة. توفيت والدة ميلبا فجأة عام 1881 في ريتشموند.
نقل والد ميلبا العائلة إلى ماكاي، كوينزلاند، حيث بنى مصنعًا جديدًا. سرعان ما أصبحت ميلبا مشهورة في مجتمع ماكاي بسبب غنائها وعزفها على البيانو. في 22 ديسمبر 1882 في بريزبين، تزوجت من تشارلز نيسبيت فريدريك أرمسترونغ (1858–1948)، وهو الابن الأصغر للسير أندرو أرمسترونغ. أنجبا طفلًا واحدًا، وهو جورج، ولد في 16 أكتوبر 1883. لم يكن الزواج ناجحًا. وبحسب ما ورد ضرب تشارلز زوجته أكثر من مرة. انفصل الزوجان بعد أكثر من عام بقليل، وعادت ميلبا إلى ملبورن عاقدة العزم على ممارسة مهنة الغناء، حيث ظهرت لأول مرة بشكل احترافي في الحفلات الموسيقية عام 1884. بسبب قوة نجاحها المحلي، سافرت إلى لندن بحثًا عن فرصة. كان ظهورها الأول في قاعة الأمراء عام 1886 ثم ذهبت إلى باريس للدراسة مع المعلمة الرائدة ماتيلدا مارشيسي، التي أدركت على الفور إمكانات المغنية الشابة، لاحقًا سُمح لها بغناء (المشهد المجنون) من أمبرواز توماس هاملت في مسرحية موسيقية في منزل مارشيسي في ديسمبر من نفس العام.
كانت موهبة المغنية الشابة واضحة للغاية لدرجة أنه بعد أقل من عام مع مارشيسي، منحها مدير الإنتاج موريس ستراكوش عقدًا مدته عشر سنوات بقيمة 1000 فرنك سنويًا. بعد أن وقّعت، تلقت عرضًا أفضل بكثير بقيمة 3000 فرنك شهريًا من مسرح في بروكسل، لكن شركة ستراكوش لم تطلق سراحها وحصلت على أمر قضائي يمنعها من قبوله.  كانت في حالة من اليأس لكن حل الأمر بموت ستراكوش المفاجئ. ظهرت لأول مرة في الأوبرا بعد أربعة أيام في دور جيلدا في ريجوليتو في لا موناي في 12 أكتوبر 1887. وصف الناقد هيرمان كلاين جيلدا بأنها: انتصار فوري من النوع الأكثر تأكيدًا ... تبعه ... بعد بضع ليالٍ بنجاح مماثل مثل فيوليتا في لا ترافياتا.

### الظهور الأول في لندن وباريس ونيويورك
ظهرت ميلبا في كونفيت غاردن في مايو 1888، في دور البطولة. لقد استقبلت استقبالًا ودودًا ولكن غير حماسي. كتبت ميوزيكال تايمز، (مدام ميلبا مغنية جيدة، وممثلة محترمة للأدوار الخفيفة؛ لكنها تفتقر إلى السحر الشخصي الضروري لشخصية عظيمة على المسرح الغنائي). بعد ذلك غادرت إنجلترا متعهدة بعدم العودة. في العام التالي، غنت في أوبرا باريس، في دور أوفيلي في هاملت. ووصفت صحيفة التايمز ذلك بأنه نجاح باهر، وقالت: مدام ميلبا تتمتع بصوت عالي المرونة ... تمثيلها معبر ومذهل.
كان لميلبا مؤيدة قوية في لندن، ليدي دي غراي، التي كان لآرائها وزن في كوفنت غاردن. إقناع ميلبا بالعودة. تذكرت لاحقًا: أنا أؤرخ نجاحي في لندن بشكل واضح تمامًا من ليلة 15 يونيو 1889. بعد ذلك، عادت إلى باريس مثل أوفيلي، لوسيا في لوسيا دي لاميرمور، غيلدا في ريجوليتو، مارغريت في فاوست، وجولييت. في الأوبرا الفرنسية، كان نطقها ضعيفًا، لكن الملحن ديليبس قال إنه لا يهتم بما إذا كانت تغني بالفرنسية أو الإيطالية أو الألمانية أو الإنجليزية أو الصينية، طالما أنها تغني.
في أوائل التسعينيات من القرن التاسع عشر، أقامت ميلبا علاقة غرامية مع الأمير فيليب، دوق أورليان. شوهدا بشكل متكرر معًا في لندن، مما أثار بعض الشائعات، ولكن نشأت المزيد من الشكوك عندما سافرت ميلبا عبر أوروبا إلى سان بطرسبرغ لتغني للقيصر نيكولاس الثاني: تبعها الدوق عن كثب، وشوهدا معًا في باريس، وبروكسل، وفيينا وسان بطرسبرغ. رفع أرمسترونغ دعوى الطلاق على أساس خيانة ميلبا، معتبرًا الدوق كمدّعي عليه؛ أُقنع في النهاية بإسقاط القضية، لكن الدوق قرر أن رحلة سفاري أفريقية لمدة عامين (بدون ميلبا) ستكون مناسبة. لم يستأنف هو وميلبا علاقتهما. في السنوات الأولى من العقد، ظهرت ميلبا في دور الأوبرا الأوروبية الرائدة، بما في ذلك ميلانو وبرلين وفيينا.
غنّت ميلبا دور نيدا في كونفيت غاردن في عام 1893، بعد العرض الأول للفيلم الإيطالي. كان الملحن حاضرًا، وقال إن الدور لم يتم لعبه جيدًا من قبل. في ديسمبر من ذلك العام، غنت ميلبا لأول مرة في أوبرا متروبوليتان في نيويورك. أشادت صحيفة نيويورك تايمز بأدائها — أحد أجمل الأصوات التي صدرت من حنجرة بشرية على الإطلاق ... ببساطة لذيذة في امتلائها وثرائها ونقاوتها — لكن العمل كان قديم الطراز، وحضور العروض كان ضعيفًا. كان أداؤها في روميو وجولييت، في وقت لاحق من هذا الموسم، بمثابة انتصار وأثبت أنها رائدة في ذلك الوقت ولا تقل عن أديلينا باتي. كانت في البداية منزعجة من الغطرسة التي لا يمكن اختراقها في متروبوليتان؛ كتب المؤلف بيتر كونراد: في لندن كانت تتعاطى مع العائلة المالكة؛ في نيويورك لم تكن كذلك، لقد كانت متأكدة من النجاح الحاسم، ووضعت لنفسها هدف تحقيق الاعتراف الاجتماعي بها، ونجحت..